# Ternana Calcio 1985-1986
Questa voce raccoglie le informazioni riguardanti la Ternana Calcio nelle competizioni ufficiali della stagione 1985-1986.

## Stagione
Nella stagione 1985-1986 la Ternana disputó il girone B del campionato di Serie C1, raccogliendo 27 punti ottenendo il sedicesimo posto, che valse la retrocessione in Serie C2. Iniziato il torneo con Lauro Toneatto quale allenatore,cominciarono subito le difficoltà : il 27 ottobre nel corso di Ternana-Monopoli 1-2, un invasore colpì con un calcio il segnalinee, evento sanzionato con tre giornate di squalifica al Liberati.
La prima vittoria del campionato arrivò solo il 10 novembre (1-0) al Taranto sul campo neutro di Perugia. Dopo la sconfitta interna (1-3) contro il Messina venne sollevato dall'incarico l'allenatore ed arrivó il tecnico Alberto Mari che durante un intero girone raccolse diversi punti,ma dopo la batosta (5-1) di Messina, dovette lasciare il posto per le ultime quattro giornate a Giovanni Masiello a retrocessione ormai pressoché acquisita.  Il cambio di tre allenatori in una stagione, non permise di raggiungere gli obiettivi prefissati. La Ternana evitó l'ultimo posto solo perché una delibera della C.A.F. declassó la Cavese d'ufficio all'ultimo posto, per un provato illecito sportivo . Salirono in Serie B il Messina ed il Taranto,mentre con le Fere retrocessero per illecito la Cavese e il Casarano che si sanzionò precludendogli il ripescaggio a beneficio del Benevento . Nella Coppa Italia di Serie C la Ternana, prima del campionato, disputò il girone P di qualificazione, che promosse ai sedicesimi di finale la Lodigiani.

## Rosa
| N. |                   | Ruolo | Calciatore            |
| -- | ----------------- | ----- | --------------------- |
| -  | Italia (bandiera) | A     | Gianluca Angelucci    |
| -  | Italia (bandiera) | D     | Guglielmo Bacci       |
| -  | Italia (bandiera) | C     | Luca Bartolini        |
| -  | Italia (bandiera) | C     | Angelo Bevanati       |
| -  | Italia (bandiera) | A     | Ubaldo Biagetti       |
| -  | Italia (bandiera) | D     | Francesco Di Vincenzo |
| -  | Italia (bandiera) | D     | Emilio Doveri         |
| -  | Italia (bandiera) | A     | Giorgio Eritreo       |
| -  | Italia (bandiera) | A     | Giorgio Finocchio     |
| -  | Italia (bandiera) | C     | Vito Graziani         |
| -  | Italia (bandiera) | C     | Moreno Grilli         |
| -  | Italia (bandiera) | C     | Nicola Peragine       |

| N. |                   | Ruolo | Calciatore          |
| -- | ----------------- | ----- | ------------------- |
| -  | Italia (bandiera) | D     | Romualdo Picchiante |
| -  | Italia (bandiera) | C     | Giampiero Pocetta   |
| -  | Italia (bandiera) | C     | Francesco Radio     |
| -  | Italia (bandiera) | P     | Alberto Raggi (I)   |
| -  | Italia (bandiera) | D     | Gabriele Ratti      |
| -  | Italia (bandiera) | D     | Mariano Riva        |
| -  | Italia (bandiera) | D     | Armando Rizzo       |
| -  | Italia (bandiera) | A     | Bruno Spinelli      |
| -  | Italia (bandiera) | C     | Antonio Trudu       |
| -  | Italia (bandiera) | D     | Arturo Vianello     |
| -  | Italia (bandiera) | A     | Giovanni Zaccaro    |

## Risultati

### Campionato

#### Girone di andata
| Terni 22 settembre 1985 1ª giornata | Ternana      | 0 – 0 | Sorrento | Stadio Libero Liberati\| Arbitro: \| Iori (Parma) \| |
| Arbitro:                            | Iori (Parma) |       |          |                                                      |

| Arbitro: | Strada (Abbiategrasso) |

|              |           |  |
| Mariotti 63’ | Marcatori |  |

| Arbitro: | Mazzetti (Firenze) |

|                            |           |                                       |
| Bartolini 44’ Biagetti 48’ | Marcatori | 40’ Vitali 56’ (aut.) Bacci 63’ Tomba |

| Arbitro: | Ruffinengo (Savona) |

|                         |           |  |
| Torresani 44’ Mauro 86’ | Marcatori |  |

| Terni 20 ottobre 1985 5ª giornata | Ternana         | 0 – 0 | Cavese | Stadio Libero Liberati\| Arbitro: \| Guidi (Bologna) \| |
| Arbitro:                          | Guidi (Bologna) |       |        |                                                         |

| Arbitro: | Di Cola (Avezzano) |

|           |           |                              |
| Trudu 12’ | Marcatori | 26’ (rig.), 75’ (rig.) Cerri |

| Siena 3 novembre 1985 7ª giornata | Siena              | 0 – 0 | Ternana | Stadio del Rastrello\| Arbitro: \| Stafoggia (Pesaro) \| |
| Arbitro:                          | Stafoggia (Pesaro) |       |         |                                                          |

| Arbitro: | Barbaraci (Cagliari) |

|               |           |  |
| Bartolini 11’ | Marcatori |  |

| Arbitro: | Grechi (Milano) |

|                            |           |             |
| Calafiore 6’ Schillaci 77’ | Marcatori | 76’ Zaccaro |

| Arbitro: | Acri (Novi Ligure) |

|              |           |                 |
| Spinelli 84’ | Marcatori | 23’ Mucciarelli |

| Arbitro: | Mitrugno (Legnano) |

|                       |           |  |
| Brandolini 57’ (rig.) | Marcatori |  |

| Arbitro: | Pucci (Firenze) |

|                   |           |                     |
| Romiti 58’ (rig.) | Marcatori | 78’ (rig.) Graziani |

| Arbitro: | Schiavon (Padova) |

|           |           |                                 |
| Rizzo 86’ | Marcatori | 23’, 55’ Schillaci 64’ Catalano |

| Arbitro: | Quartuccio (Torre Annunziata) |

|            |           |             |
| Marino 79’ | Marcatori | 39’ Zaccaro |

| Arbitro: | Nicchi (Arezzo) |

|                          |           |            |
| Zaccaro 31’ Bevanati 78’ | Marcatori | 55’ Valori |

| Arbitro: | Isola (Parma) |

|                                |           |            |
| Zotti 3’ Lunerti 24’ Orazi 37’ | Marcatori | 1’ Zaccaro |

| Arbitro: | Dal Forno (Ivrea) |

|  |           |                         |
|  | Marcatori | 27’ De Vitis 71’ Meluso |

#### Girone di ritorno
| Arbitro: | Beschin (Legnago) |

|             |           |           |
| Contino 14’ | Marcatori | 85’ Rizzo |

| Arbitro: | Pomentale (Bologna) |

|           |           |               |
| Radio 11’ | Marcatori | 10’ Petriello |

| Arbitro: | Barbaraci (Cagliari) |

|                             |           |              |
| Argentieri 4’ Michelini 23’ | Marcatori | 71’ Graziani |

| Arbitro: | Da Ros (Treviso) |

|                          |           |             |
| Eritreo 41’ Spinelli 81’ | Marcatori | 48’ Messina |

| Cava de' Tirreni 23 febbraio 1986 22ª giornata | Cavese          | 0 – 0 | Ternana | Stadio Simonetta Lamberti\| Arbitro: \| Pucci (Firenze) \| |
| Arbitro:                                       | Pucci (Firenze) |       |         |                                                            |

| Arbitro: | Guidi (Bologna) |

|                                            |           |             |
| Di Michele 20’, 82’ Brancale 80’ Cerri 83’ | Marcatori | 41’ Eritreo |

| Arbitro: | Guida (Palermo) |

|               |           |  |
| Bartolini 29’ | Marcatori |  |

| Taranto 23 marzo 1986 25ª giornata | Taranto         | 0 – 0 | Ternana | Stadio Erasmo Iacovone\| Arbitro: \| Grechi (Milano) \| |
| Arbitro:                           | Grechi (Milano) |       |         |                                                         |

| Arbitro: | Isola (Parma) |

|               |           |  |
| Bartolini 76’ | Marcatori |  |

| Arbitro: | Conforti (Macerata) |

|  |           |         |
|  | Marcatori | 7’ Riva |

| Terni 13 aprile 1986 28ª giornata | Ternana           | 0 – 0 | Livorno | Stadio Libero Liberati\| Arbitro: \| Beschin (Legnago) \| |
| Arbitro:                          | Beschin (Legnago) |       |         |                                                           |

| Arbitro: | Felicani (Bologna) |

|  |           |            |
|  | Marcatori | 65’ Ghedin |

| Arbitro: | Pucci (Firenze) |

|                                                                            |           |              |
| Diodicibus 23’ Catalano 35’ (rig.) Napoli 62’ Venditelli 75’ Schillaci 84’ | Marcatori | 21’ Graziani |

| Arbitro: | Satariano (Palermo) |

|                                   |           |               |
| Riva 3’ Zaccaro 31’ Bartolini 33’ | Marcatori | 12’ Del Rosso |

| Arbitro: | Acri (Novi Ligure) |

|                        |           |  |
| Valori 22’, 62’ (rig.) | Marcatori |  |

| Arbitro: | Sanguineti (Chiavari) |

|                           |           |             |
| Bartolini 14’ Eritreo 76’ | Marcatori | 54’ Lunerti |

| Arbitro: | Cazzamalli (Milano) |

|                                |           |              |
| De Vitis 24’, 44’ Perrotta 49’ | Marcatori | 55’ Biagetti |

### Coppa Italia

#### Girone P
| Arbitro: | Nicoletti (Agropoli) |

|                                                        |           |  |
| Monaldo 37’, 72’, 83’ Sapio 57’, 61’ Romoli 74’ (aut.) | Marcatori |  |

| Arbitro: | Guida (Palermo) |

|               |           |             |
| Angelucci 83’ | Marcatori | 63’ Silenzi |

| Arbitro: | Rosati (Empoli) |

|               |           |  |
| Bartolini 69’ | Marcatori |  |

| Arbitro: | Arcovito (Messina) |

|                      |           |  |
| Bartolini 35’ (rig.) | Marcatori |  |

| Arbitro: | Piana (Modena) |

|                                |           |                                |
| Sabatini 2’, 42’ Tintisona 89’ | Marcatori | 20’ Trudu 55’ (rig.) Bartolini |

| Allumiere 15 settembre 1985 6ª giornata | Civitavecchia      | 0 – 0 | Ternana | Stadio Comunale\| Arbitro: \| Tedeschi (Bologna) \| |
| Arbitro:                                | Tedeschi (Bologna) |       |         |                                                     |